# 더그 버검
더글러스 제임스 버검(영어: Douglas James Burgum, 1956년 8월 1일~)은 미국의 정치인으로 제33대 노스다코타주 주지사를 역임하였다.

## 학력
- 노스다코타 주립 대학교 학사
- 스탠퍼드 대학교 경영학 석사

## 경력
- 맥킨지&컴퍼니 컨설턴트
- 그레이트 플레인스 소프트웨어 사장
- Microsoft 비지니스 솔루션 그룹 수석부사장
- SuccessFactors 이사
- SuccessFactors 회장
- Intelligent InSites 이사회 의장
- Intelligent InSites 임시 CEO
- Arthur Ventures 사장
- Kilbourne Group 회장
- 스탠퍼드 경영대학원 자문위원
- Atlassian 이사회 의장
- 2016.12 ~ 2024.12 제33대 노스다코타주 주지사
- 2025.01 ~ 제55대 미국 내무부 장관

## 역대 선거 결과
| 선거명      | 직책명            | 대수 | 정당   | 득표율 | 득표수    | 결과 | 당락                   |
| ----------- | ----------------- | ---- | ------ | ------ | --------- | ---- | ---------------------- |
| 2016년 선거 | 노스다코타 주지사 | 33대 | 공화당 | 76.52% | 259,863표 | 1위  | 노스다코타 주지사 당선 |
| 2020년 선거 | 노스다코타 주지사 | 33대 | 공화당 | 65.84% | 235,479표 | 1위  | 노스다코타 주지사 당선 |